# Gears of War 2
Gears of War 2 er et computerspil eksklusivt til Xbox 360. Det udkom den 14. november 2008 i Danmark. Spillet er et taktisk third-person shooter-konsolspil, udviklet af Epic Games og udgivet af Microsoft Game Studios. Det er en fortsættelse af den kritikerroste bestseller Gears of War, der blev en kæmpe succes og var det mest ventede spil til E3, hvor udgivelsesdatoen også blev offentliggjort. Det blev annonceret af hoveddesigneren Cliff Blezinski den 20. februar 2008, under Game Developers Conference. Spillet bruger en opgraderet version af spilmotoreren Unreal Engine 3.
I Gears of War 2 er det lykkedes Locust Horde at lave kæmpe huller, og på den måde ødelægge storbyer samtidigt. Marcus Fenix og resten af COG Delta Squad graver sig under jorden for at tage kampen op underjords.
Gears of War 2 blev i 2008 kåret som årets spil.